# Brezowo
Brezowo (bułg. Брезово) – miasto w południowej Bułgarii, w obwodzie Płowdiw. Siedziba administracyjna gminy Brezowo. Według danych Narodowego Instytutu Statystycznego w Bułgarii, 31 grudnia 2011 roku miasto liczyło 1882 mieszkańców.
Nazwa Brezowo odnosi się do bułgarskiego słowa breza, które oznacza brzozę.
We wsi funkcjonuje teatr imienia Żuliety Połowej oraz muzeum Złatja Bojadżiewa, bułgarskiego artysty.